# Oxytropis ugamica
Oxytropis ugamica är en ärtväxtart som beskrevs av Nikolai Fedorovich Gontscharow. Oxytropis ugamica ingår i släktet klovedlar, och familjen ärtväxter. Inga underarter finns listade i Catalogue of Life.